# Oruro Airport
Oruro Airport är en flygplats i Bolivia. Den ligger i den centrala delen av landet, 230 km nordväst om huvudstaden Sucre. Oruro Airport ligger 3 702 meter över havet.
Terrängen runt Oruro Airport är kuperad åt sydost, men åt nordväst är den platt. Runt Oruro Airport är det ganska glesbefolkat, med 39 invånare per kvadratkilometer.. Närmaste större samhälle är Oruro, 8,1 km väster om Oruro Airport. 
Omgivningarna runt Oruro Airport är i huvudsak ett öppet busklandskap.